# Wohnheim (Wiesenburg/Mark)
Wohnheim ist ein Wohnplatz im Ortsteil Benken der Gemeinde Wiesenburg/Mark im Landkreis Potsdam-Mittelmark in Brandenburg.

## Geografische Lage
Die Siedlung liegt im äußersten Norden der Gemarkung und grenzt im Westen an die Gemeinde Görzke sowie im Norden an die Stadt Bad Belzig. In rund 1,6 km Entfernung liegt östlich der Ortsteil Benken. Die östlich gelegenen Flächen werden landwirtschaftlich genutzt; die übrigen Flächen sind bewaldet. Südlich der Bebauung führt die Landstraße 95 von Benken aus in westlicher Richtung am Ort vorbei.

## Geschichte und Etymologie
Vor 1837 entstand auf der Gemarkung ein Heidewärterhaus des Gutes Benken, das 1841 als Schrotershütte erstmals urkundlich erwähnt wurde. Der Name leitet sich vermutlich vom ersten Förster ab, der dort arbeitete. Dieses Gebäude wurde als Forsthaus genutzt, in dem im Jahr 1871 fünf Personen lebten; 1885 waren es nur noch zwei. Die Bezeichnung Forsthaus Schrödershütte erschien im Jahr 1888. Im Jahr 1895 lebten drei, im Jahr 1925 wieder elf Personen in der Siedlung. Diese wurde 1928 mit der Gemeinde Benken vereinigt, war dort ab 1931 ein Wohnplatz und kam zum 1. Dezember 2001 zur Gemeinde Wiesenburg/Mark.